# Antonio Eguino
Antonio Eguino Arteaga (Viloco, Bolivia; 5 de febrero de 1938) es un director de cine boliviano, siendo una de las figuras esenciales en la cinematografía en Bolivia.

## Biografía
Antonio Eguino nació el 5 de febrero de 1938 en el centro minero Viloco, en el departamento de La Paz. Estudió en el colegio Instituto Americano en la ciudad de La Paz. En Estados Unidos estudió Ingeniería Mecánica, pero dejó la carrera antes de concluir para estudiar fotografía en el Film Institute en la New York University.
A su retorno en Bolivia en 1967, se une al Grupo Ukamau de Jorge Sanjinés, como director de fotografía y operador de cámara. Fue director de fotografía en las películas Yawar Mallku (1969) y El coraje del pueblo (1971). En 1970 realizó su primer cortometraje titulado "Basta", documental acerca de la nacionalización de la empresa Gulf Oil Co. En 1971 nuevamente fue director de fotografía en el largometraje "El coraje del pueblo"
En 1972, luego del exilio de Jorge Sanjinés a raíz del golpe de Estado del Gral. Hugo Banzer, se separa el Grupo Ukamau,  y Eguino funda la Empresa Productora Ukamau junto a Oscar Soria. En 1974 presenta su primer largometraje titulado "Pueblo chico" con la productora Ukamau; en 1977 se estrena Chuquiago, largometraje que se convertiría en la obra clásica de Antonio Eguino. En 1984 Antonio Eguino presenta el largometraje Amargo Mar y en 2007 Los Andes no creen en Dios.
Luego de concluir "Amargo mar", Antonio Eguino tuvo un papel importante en la creación del Consejo Nacional del Cine de Bolivia - CONACINE y de la Asociación de Cineastas. Ocupó también varios cargos en instituciones públicas y privadas, fue director del Canal de Televisión Estatal (Canal 7), del Consejo Nacional de Cine de Bolivia y la Cinemateca Boliviana, fue también Viceministro de Cultura.
Entre otros reconocimientos a la trayectoria de Eguino, el 21 de marzo de 2010, fue condecorado con la medalla “José María Velasco Maidana” en reconocimiento a la producción cinematográfica boliviana, por el Ministerio de Culturas y el Consejo Nacional del Cine.

## Filmografía
- Pueblo Chico (1974)
- Chuquiago (1977)
- Amargo Mar (1984)
- Los Andes no creen en Dios (2007)[4]